# Bal de nuit
Pour plus de détails, voir Fiche technique et Distribution.
Bal de nuit est un film français réalisé par Maurice Cloche et sorti en 1959.

## Synopsis
Une jeune fille se retrouve à Paris après s'être enfuie de chez ses parents, mais la police la retrouve et la ramène chez elle. Elle va alors vivre chez son oncle, mais celui-ci tente de la séduire.

## Fiche technique
- Titre : Bal de nuit
- Réalisation : Maurice Cloche
- Scénario :  Maurice Cloche,  André Tabet (dialogues)
- Photographie : Jacques Mercanton
- Musique : René Sylviano
- Montage : Fanchette Mazin
- Producteur : Robert de Nesle
- Pays de production :  France
- Format :  Noir et blanc - 35 mm - son  Mono
- Genre : Comédie dramatique
- Durée : 90 minutes
- Date de sortie : 
  - France : 24 juillet 1959
- Affiche : Guy-Gérard Noël (France)

## Distribution
- Pascale Audret : Martine
- Claude Titre : Gil
- Sophie Daumier : Zonzon
- Micheline Francey : La mère de Martine
- Roger Fradet : Roméo
- Jany Clair : Lulu
- Bernadette Lafont : Nicole
- Georges Rollin : Le juge
- Yves Brainville : Le perè de Martine
- Léo Campion : Cousin Chollet
- Jacques Riberolles : Raymond
- Florence Arnaud
- Luce Aubertin
- Anne-Marie Mersen
- Françoise Vatel
- Catherine Candida
- Marie-Laurence